# ウイニング・チケット (漫画)
『ウイニング・チケット』は、漫画:小松大幹、原案協力：河村清明（単行本8巻までは原作表記）による日本の競馬漫画作品。『週刊ヤングマガジン』（講談社）にて、2006年より2012年まで連載された。
二階堂が中央競馬の馬主資格取得をしてからは「ウイニング・チケットII 〜中央競馬編〜」にタイトルを変え、週刊ヤングマガジンにて連載された。

## 概要
北海道最大の競走馬生産地である日高の牧場に生まれ育った二階堂駿を主人公に、中央競馬（JRA）と地方競馬の両方を舞台とした競馬漫画。
作中における開催スケジュールは当時の現実のものとほぼ同じである。競走結果などについても、物語開始(2005年8月)より前の時期については、本作オリジナルの人馬が関わった一部のレースを除き、史実に沿っている。
ディープインパクト、ステイゴールド、スターオブコジーン、メイセイオペラ、スタネーラなど実在する馬のエピソードも登場しているのも特徴である。
全体を通して、現実の競馬の実情や理論を積極的に盛り込んだ本格志向の競馬漫画としての体裁を保ちつつ、さまざまな人物や馬の間で起こるドラマにも重きを置いた構成である。

## ストーリー
北海道・日高の競走馬生産牧場に生まれ、常に馬と共にある人生を歩んできた二階堂駿は、かつて父を死に追いやり、生まれ育った土地をも奪ったアイルランドの牧場「ウイニング・スタッド」が再び日本進出を目論んでいることを知る。そこで駿は、彼らに自分たち家族の無念を晴らすため、そして日高に住む生産者たちを自分たちのような目に遭わせないため、自らが牧場を経営し対抗しようと考える。

## 登場人物

### 二階堂ファーム
二階堂駿を社長とし、作中の2005年10月に設立された牧場。
なお、二階堂勉が経営していた同名の牧場は以後“旧二階堂ファーム”と表記して区別する。
二階堂 駿
二階堂ファームの社長。地方競馬の馬主であったが団の進言でJRA(中央競馬)馬主ライセンスも取る。現在はいわゆるオーナーブリーダーであるが、ピンフッカー（0～1歳の仔馬を買い付け、育成・調教を行った後馬主に仲介する人物）としても活動している。馬を見ただけでその馬の父馬を言い当てたり、馬の適性を見切って高配当の馬券予想を的中させたりするなど、人並み外れて相馬眼に長けている。これにより馬商（競走馬の仲介を行う家畜商。ただしこれは本作品内でのみ通用している架空の呼称であり、実際の競馬界では馬喰(ばくろう)と呼ばれる。）としての名声は競馬業界でも広く知られ、「日高の風雲児」とも呼ばれている。
実家は北海道日高で三代続く牧場だったが、ウイニング・スタッドの罠により土地を奪われ、父を亡くした。その後は中学卒業まで帯広のおじに面倒を見てもらっていた。そのため早く経済的に自立することを目指し、学業成績は優秀だったにもかかわらず高校進学を希望せず、騎手になるために地方競馬教養センターに入学し騎手デビューした。北関東不動のリーディングジョッキーとして活躍したが、北関東競馬の廃止に伴い、騎手を引退した。
その後、馬商として競馬に携わっていたが、ウイニング・スタッドが再び日本進出を目論んでいることを知り、それに対抗するためにウイニング・スタッドの隣にある岩坂牧場を購入しようと訪れた。そこでエドワードと初めてまともに接触し、牧場購入の権利を懸けた因縁の後先勝負へと発展。これに勝利し、熊三郎の意思により結果的に牧場は無償で譲り受けた。
経営方針や馬のトレーニングに関しては、しばしば突飛かつリスキーな方法（ミカヅキオーの脚が弱い事を知りつつ、自然治癒力を信じてあえて限界近い強度で調教し続けるなど）を考案し、その度に熊三郎や佐伯の反対を受けつつも押し切って実行する。
馬商時代はシビアな世界で生き抜いてきた者らしい、自信や攻撃的な言動が前面に出た性格だったが、牧場設立の頃から次第に楽天的で物腰柔らかな好青年へと変わっていった。しかしそれ以後も、周りが思わず怯むほど厳しい態度をとる事がある他、ミカヅキオーを骨折させた翔に対して殺す気で暴行を加えたり、寺沢健を受験に間に合わせるために数々の道交法違反（スピード違反、路肩走行、無謀な追い越し）を重ねた挙句パトカーに激突するなど、かつての勝気で激しい気性を度々覗かせた。
- 主な所有馬
  - ミカヅキオー（父メイセイオペラ）
  - キンタ（虎谷幸一と共同所有）（父スターオブコジーン、母父サッカーボーイ）
  - チビザグレイト（父ハクタイセイ）
  - スーパーイチマル（父ステイゴールド）

佐伯
二階堂ファームの常務で、北関東競馬に所属していた元・騎手。騎手時代は駿の良きライバルであったが、駿同様北関東競馬の廃止と共に引退。北関東廃止の年に駿を抑えてリーディングジョッキーになった。
単行本1巻では東京を拠点に馬券予想会社の社長をしており、2巻では「大ちゃんレーシング」という名の会社であることが判明した。
容姿は坊主頭に剃りこみ、左耳にはピアス、顎ひげをたくわえており、岩坂からは「チンピラ」と呼ばれるような強面。加えて、かなり頻繁に激昂したり掴みかかったりするなど、その風貌に違わず短気で喧嘩っ早い。しかしその一方で、炎症で脚を痛めていたミカヅキオーのために薬を持ってきたり、荒っぽい方法ながらも何かと木戸に目をかけて成長を促すなど、心優しい一面もある。また暴走しがちな駿を諌める事が出来るただ一人の人物。
単行本5巻で木戸に向かって「俺にはうらやましいよ お前が “親が生きてる”それ以上の贅沢なんてよ 他に何があるっつうんだよな」と言うなど、親子というものに強く憧れているかのような描写がいくつかあり、のちに競馬教養センターの同期の中では駿と佐伯だけが在学時点で実の両親を共に亡くしていることが明らかになった。
白木の地方競馬騎手嫌いの原因を作った張本人で、現在でも白木とは犬猿の仲。宝塚記念編では白木との挑発的な応酬ののち殴り合いに発展するのがお約束だった。
馬券予想会社の社長でもある自分の存在が二階堂の中央馬主認定の障害になると危惧し、チビザグレイトの能検の日に辞表を提出して二階堂ファームを退社。その日ファームに残っていた岩坂夫妻にだけ別れを告げ、東京へと帰っていった。
二階堂ファームを離れる前に、弟子の木戸に、かつて自分が北関東リーディングジョッキーになった年にやっていた自己流のトレーニング法を伝えていた。
2007年の有馬記念直後に、経営していた馬券予想会社を自ら売却した上で二階堂ファームに雇用を志願し、再びスタッフの一員となった。
岩坂 熊三郎
二階堂ファームの牧場長。ファームのスタッフの多くから「場長」の役職で呼ばれる。
10月の北海道においてもランニングシャツに腹巻という薄着をしており、スーツに袖を通すのは牧場長として競馬場に行くときくらいである。頭につけている鉢巻きはどんな格好でもだいたいつけている。
エドワードが岩坂牧場を買収するために交渉に訪れた際、門前払いしようとしたが、岩坂牧場の土地を賭けて駿とエドワードに後先という博打で勝負を持ちかけた。しかしこれは駿の実力を確かめる為の試験であり、もとより牧場は駿に譲るつもりだった。
駿の父・勉とは同じ日高の牧場主として良きライバルでもあり、友人でもあったため、勉が自殺した時、彼をひとりにしてしまったことをずっと後悔していた。
長年の厳しい労働のせいで心臓が肥大化しており、単行本7巻で坂路の工事中に過労が原因で倒れている。
昔、日高・浦山青年団の団長をしており、前原田誠一郎や寺沢和男を含む当時の団員は今も彼を「団長」と呼び慕っている。熊三郎が倒れた際には坂路工事を手助けしにきた。逆に団員が事故で怪我をしてしまった際、代わりに駆けつけてお産を助けたりしている。
約20年前、雪子との間に太郎と名付けた男の子をもうけたが、太郎は風邪をこじらせてしまいわずか5ヶ月でこの世を去った。この事は駿も全く知らず、坂路工事中に太郎を模した石像が偶然掘り返された際に初めて熊三郎の口から語られた。
二階堂ファームの従業員たちからは、父親のように慕われている。その中でも佐伯との関係は特別で、佐伯が二階堂ファームを去る時には、本当の息子として見送った。
削蹄や笹針の達人で、さらにはミカヅキオーの悪癖の原因が歯の噛み合わせによるものだといち早く気づいて対処するなど、駿や団とはまた違った意味での馬に関するエキスパートである。
岩坂 雪子
熊三郎の妻。昔は育ちの良さげな地元でも評判の美人だったが、現在では時に熊三郎も頭が上がらないほどの逞しさを持つ女性となった。
熊三郎が25歳の時、夏祭りで彼の支離滅裂なプロポーズを受けて結婚。父親は公務員で牧場仕事には縁が無く、始めのうちは苦労したり辛い思いをしたりといった事を経験していた。さらには長年の重労働によって背や腰も曲がりボロボロの体になったが、熊三郎の自責をよそに、彼と結婚した事や馬屋の道を選んだ事に後悔はない様子。
一丸
アフロヘアーに近い髪型をしており、眉が太い。
元々は一流広告代理店（電報堂）に勤めていたが、たまたま競馬場で知り合った駿に馬券指南をしてもらい、その相馬眼の凄さに感動した。その後、佐伯に連れられて半ば押しかけるような形で二階堂ファームの従業員になる。
登場人物の中でもとりわけ快活な性格で、早くからファームのムードメーカーとして存在感を示す。
しかしそれが高じてお調子者が過ぎる部分もあり、つい口走る軽率な一言のせいでよく佐伯・熊三郎・団に鉄拳制裁を受けてしまう。
渡辺
普段から屋内外を問わず帽子を着用している。地毛は坊主頭に近い金色の短髪。
元々は一丸と同じ会社の社員で、競馬場で駿と居合わせた縁から二階堂ファームの従業員となる。
登場初期は細目でのんびり屋を思わせる風貌だったが、徐々に一丸と同様に活気あふれる振る舞いを見せるようになり、顔つきも精悍になった。
前原田 誠一郎
親子三代、70年続く前原田牧場の場長だった。現在は二階堂第2ファーム場長。
資金に余裕の無い零細牧場ながらも地道な経営を続け、男手一つで誠二を育ててきた。ところが突然、ある思惑から起死回生を図り、高齢の繁殖牝馬に高額な種牡馬を種付けするという、失敗すれば破産確実の危険な賭けに出る。結果は受胎せず、これに絶望した誠一郎は、先立った妻の墓前で自殺を図る。しかし息子の誠二による必死の説得で思いとどまり、牧場は負債ごと駿が引き受ける形で二階堂ファームの第二牧場として生まれ変わった。そのすぐ後、二階堂ファームの求人募集に誠二と共に応募し、採用される。
桁違いに丈夫な仔を産んできた繁殖牝馬を多く所有していて、駿はそれを“宝の山”と呼んで誠一郎の仕事を褒めちぎった。
前原田 誠二
旧前原田牧場で産まれ育った。幼少の頃に母親を亡くしている。父親に似ず、特徴には乏しいが均整のとれた顔立ちをしている。
父の誠一郎が無茶な種付けを決めた事で牧場の行く末を悲観し、卑屈になっていた。それでもかつては堂々としていて大好きだった誠一郎に対する愛情は根深く、最後の大勝負に失敗して自殺を図った誠一郎を必死で探し出し、涙ながらの説得によって決心を改めさせた。そのすぐ後、二階堂ファームの求人募集に誠一郎と共に応募し、採用される。
従業員となった当初は一丸らとの間に壁があったが、キンタの世話を3人で行うことに決まると途端に距離が縮まった。
普段は比較的大人しいが、いざとなると佐伯にも食ってかかる、気の強いところもある。
虎谷（とらたに） 翔
虎谷幸一の息子で、初登場時は金髪で垢抜けた風体の学生だった。
彼の一団がダービーを控えたミカヅキオーを無断で馬房から連れ出した上に目の前でカメラのフラッシュを浴びせ、ミカヅキオーの骨折の原因を作った。そして駿から激しい暴行を受け、重傷を負った。
事件後しばらくして、虎谷建設の一員として頭を丸め再び登場。そして坂路が完成して東京へ帰ろうとした矢先、唐突に幸一から「社長の器になるための修行」として、二階堂ファームに預けられるような形で従業員となった。
働き始めた当初はプライドが高い一方でどこか甘えた言動をとる問題児ぶりを露呈していたが、因縁深いミカヅキオーの世話を任され、自分を執拗に恐れるミカヅキオーに悪戦苦闘する日々を経て、危機感や責任感が芽生える。その結果、恥も外聞も捨てたあるアイディアを独力で思いつき、ついにミカヅキオーと和解。自らも見違えるほど精神的に一皮剥け、権藤に厩務員としての素質を見出されるまでになっている。
ミカヅキオーを骨折させた事を、実はその直後から夢に出るほど深く後悔し、反省していた。そのため、従業員として一人前になってからも、馬に危険が及ばないよう誰よりも注意を払っている。
寺沢 和男
寺沢牧場を経営していた、パンチパーマが特徴的な人物。かつて日高・浦河青年団の団員だった。現在は二階堂第三ファーム場長。
バブル景気の頃に浮かれていたところを熊三郎に殴られ、たしなめられた事があり、以後は誠実な馬作りに励んできた。なお殴られた際前歯が一本折れており、現在でもそのままである。
バブル以降、不景気の影響で牧場は自転車操業を続けていた。息子の健が明らかに家計を気遣って大学受験を止めると言い出したのをきっかけに、家族を苦しめてまで我を通して馬産を続ける事に嫌気が差し、涙ながらに駿に牧場を買ってくれるよう頼み込んだ。結局駿は寺沢牧場を一千万円で買い、昼夜放牧用の二階堂ファーム第三牧場とした。
寺沢 健
初登場時は大学受験を控えた高校三年生。塾などにも行かずに学校ではトップクラスの成績を修め、北海道大学の獣医学部を志望していた。家計を心配して受験を止めようとしていたが、駿の計らいによってなんとか受験にこぎつけ、合格した。
幼少時から父親たち生産者の働く姿を見るうち、ほんの些細な不運で努力が水の泡となってしまう事も少なくない馬産の現状を何とかしたい、との思いから獣医の道を志した。

### ウイニング・スタッド
アイルランドを本拠地に世界各地に生産拠点を持ち、日本ではその最大の馬産地である日高の牧場を次々と買収して勢力を増す牧場。駿が生まれ育った旧二階堂ファームがあった場所はウイニング・スタッドの敷地となっていたが、IIのジャパンカップ編でエドワードが持ちかけた勝負の結果、二階堂ファームに社屋、坂路付きで返還された。
エドワード・マクラーレン
髪型を常に横分けに整えた金髪の白人男性で、左手に黒手袋をはめている（理由は後述）。
アイルランドの貴族の出身で、本国のイギリスでは代表的なグループ企業であるマクラーレン・グループの御曹司。並びにウイニング・スタッドの代表。日本で馬主となり、その高額なレース賞金を根こそぎ奪うプロジェクト『Team Winning Ticket』のために日本に乗り込んできた。
駿に全く引けを取らない常人離れした相馬眼を持つ。それを活かして、穴馬券を的中させたり、日本の短い芝に適した馬を厳選してレースに送り込んで勝たせたりといった方法で、計画に必要な資金の全てを日本で調達しようとしている。
徹底した完璧主義者で、プロジェクトにおいても常に合理的に行動することで最大限の成果を挙げきた。一方で有能でない者には一切の容赦がなく、当人の嘆願も平然と撥ねつけて解雇などをする冷酷さも目立っていた。
それでも少年時代は、周りの人間が自分に使うお世辞や建前にうんざりしつつも馬に対しては心を開き真摯に向き合う、純粋で動物好きな人物だった。ウイニング・スタッド主催の外国馬セリの期間中、ギルバートからのアドバイスにより駿とスタッフらの間にある感情的な結びつきに着目するうちにそんなかつての自分を思い起こし、部下への気配りも十分にできるリーダーへと一変、実質的に大きな進化を遂げた。
本場のヨーロッパで数々の大レースを制しているが、ダービーでは2着ばかりと、優勝には縁が無かった。そのためプロジェクトを第一に考えながらも「ダービーだけは特別」と発言するなど、高い執着を見せていた。
駿の相馬眼をある程度認め、（はっきりとした自覚はないにせよ）駿をライバル視してもいた。そしてニュートンジョンで挑んだ日本ダービーで、6馬身引き離して勝てる相手のはずだったキンタに半馬身差まで詰め寄られた事を受け、レース後に面と向かって駿を強く意識していた事を認めて彼を称え、手袋をはめた左手で握手を求めた。現在では「我々には二階堂ファーム程の育成のノウハウがない」「菊花賞はキンタがいなかったからつまらなかった」などと発言するなど、二階堂を自身最大のライバルとして認め、二階堂を超える事を目標とし、同じホースマン同士としての友情も芽生えつつある。
11年前、血吸いバエが原因で興奮状態に陥った愛馬ジョディに、左手の人差し指から薬指にかけての指3本を噛みちぎられた。乗馬でオリンピックメダル獲得の夢を断たれたエドワードは散弾銃を持ち出してジョディを殺そうとするが、ギルバートに咎められて踏みとどまった。失われたままの3本の指は、普段は義手と手袋を使って隠している。
- 主な所有馬
  - ディーバック（父 サンデーハイキング）
  - ニュートンジョン（父 キングズレー 母父 ヌレイエフ）

ジョン・ランドルフ
エドワードの片腕として行動を共にする、オールバックの髪型に眼鏡をかけた男。
17年前に鈴木を利用した策略で旧二階堂ファームを乗っ取り、さらにミスジェラルディンを賭けた後先勝負で追い討ちをかけ、勉を自殺に追い込んだ。プロジェクトにより再来日した後も、度々紳士らしからぬ無神経な言動をとってはエドワードの怒りを買う事があった。
IIの第1話で二階堂ファームをだまし取った件の全容がエドワードに知れ、解雇された。
ギルバート・サリバン
ダービー、凱旋門賞を5回ずつ制した、名伯楽と謳われるイギリスのトップ調教師。ニュートンジョンで自身6度目のダービーを制覇。
普段は人当たりの良い好々爺のような雰囲気で、時に毅然とした態度で的確な指示をしたり、また時には初対面の駿と挨拶もそこそこにフランクに接して打ち解けたりするなど、周りからは慕わる人間性をしている。
調教はもとより、血統やレース戦略に関する知識もエドワードを遥かに凌ぎ、さらには老齢にもかかわらずニュートンジョンを完璧に制御しながら騎乗することが出来るなど、ホースマンとしての力量は作中でも図抜けている。
また競馬以外の面でもエドワードに人生の先輩として適切なアドバイスを送り、その成長に大きく寄与している。
鈴木
旧二階堂ファームの近所に住み、牧場を営んでいた人物。
17年前、ジョンと裏取引し、勉に3,000万円もの借金を押し付けて牧場を手放させた。その後しばらく日高から姿を消していたが数年前にまた戻り、慶王ファーム（実際はウイニング・スタッドが経営）の場長となった。
東いわく「見るからに金になびくタイプ」。

### ホッカイドウ競馬
団 賢二
ホッカイドウ競馬の調教師。年上の厩務員である権藤らを平気で呼び捨てにしたり、高額の借金をしてウォーキングマシンを導入したりと、かなり常識外れな部分もあるが、馬の調教や厩舎などに色々な創意工夫もしている。
ミカヅキオーの馬体の写真を一目見ただけでダービー級の素質馬だと見抜くなど、駿にも肉薄するほどの相馬眼を持つ。
元々はホッカイドウ競馬の騎手で、名トレーナー・稲村調教師の厩舎に所属していた。その時、馴致が不可能なほどの暴れ馬・ロデオの馴致を一ヶ月ほどで成功させた。しかしJRAのコスモス賞を制してすぐ、馬主の熱海がロデオを中央競馬に転厩させると言い出し、その際稲村の立場を軽んずる発言をした熱海を殴ってしまう。これが原因で稲村によって騎手を辞めさせられる事となってしまい、稲村厩舎と決別した後、厩務員を経て調教師となった。
騎手を辞めて以来稲村とは疎遠になっていたが、ミカヅキオーの南関東デビューのために5年ぶりに稲村厩舎を再訪した際、前述の稲村の処置の真相が、調教師としての才能を秘めた団が競馬業界から永久追放される事態だけは避けようとして取られた、稲村のとっさの機転であった事を稲村夫人から聞かされる。稲村の恩情の深さを理解した団は、騎手時代から今なお変わらない稲村への尊敬の念を露わにした。この事とミカヅキオーを介した二階堂ファームとの交流によって偏屈な性格も良化し、のちに二階堂に中央進出を進言したり、馬名に自分たちの名前をつけるファームの若手たちをたしなめるなど『調教師なのか二階堂ファームの社外取締役なのかわからない』と言われてからかわれるほどに、二階堂ファームに関して深い思い入れをもつまでになった。キンタが小石川厩舎に転厩して以降参謀役として二階堂を支える。
二階堂に出会う前はリーディング最下位争いをしていたが、ミカヅキオーやキンタを預かって以降は急激に躍進、リーディング暫定2位と見違える成績となった。現在は他の厩舎の馬房を借りて管理するほどに預託馬が増え、なおも舞い込む預託の依頼を断るのに苦労している状況である。
かなりのヘビースモーカーで、さらに問題のあるレースの前はいつも厩舎の居住スペースが散らかるなど、馬の事以外ではずぼらで無頓着な面も見られる。
木戸 優一
ホッカイドウ競馬・団厩舎所属の騎手。駿たちと出会った2006年の時点で3年目。
もともと競馬とはなんの縁も無い家庭の生まれで、父親が出稼ぎ先で病気を患い、母親がパートをしてなんとか生計をたてていた。家計が苦しいことを感じていた木戸は高校に進学するのを諦め、自衛隊に志願しようとしていたが、中学校の先生の薦めを受けて地方競馬教養センターに入学した。その際一度競馬を見に行くように薦められ、そこでまだ現役のジョッキーだった佐伯を見たことがある。
団と同じく稲村厩舎所属で山崎の弟弟子だったが、能検後に山崎に脅された際、団にスカウトされる形で団厩舎へ移籍した。
並外れて強い足腰と正確な体内時計、さらに駿や佐伯も感心する程のバランス感覚や騎乗技術を持つが、内気で強く出られない性格が災いし前年度勝利数はわずか1勝と伸び悩んでいた。が、石関との勝負や佐伯・白木のアドバイスを経て精神面でも身体面でも急成長を遂げ、翌年にはいきなりホッカイドウ競馬の暫定リーディングトップに躍り出るまでになった。さらには白木が石関に対し「あんまり呑気に構えてっとアンタも俺も喰われるぜ」と忠告するなど、中央の一流騎手をも警戒させる実力をつけている。
精神面においては、朝日杯FSで白木の挑発に対しても冷静に買い言葉で返す、ジャパンカップでクロード・アンリがニュートンジョンに乗る事を知り自信喪失した白木を殴る、アンリが日本での騎乗を「楽なアルバイト」と言った事にひそかに怒り発奮するなど、強気な一面を出せるようになった。一方で、白木を殴った事で仕返しにあわないかと後になってうろたえるなど、やはり根底では臆病なままである。
獲得した賞金からの仕送りで父親を入院させて病気を完治させたり、妹の優子を大学に進学させたりするなど、孝行を果たした。
権藤
ホッカイドウ競馬・団厩舎所属の厩務員でミカヅキオーやキンタの担当厩務員。定年間近にもかかわらずある程度のスピードで曳き運動を行うので、他の厩務員達はサボることができないらしい。
ミカヅキオーとキンタの併せ調教の際、ミカヅキオーに騎乗していることから調教も行う。
本当ならばミカヅキオーを曳いてダービーのパドックを歩く大役を任される事になっていたため、ミカヅキオーの骨折明け復帰戦となる京都遠征の際、叶いかけた長年の夢をぶち壊しにした張本人の翔には、当初はあからさまにきつく当たっていた。しかし今の翔が全身全霊をもってミカヅキオーの力になろうとする姿を見て、認めるようになった。
山崎 健
ホッカイドウ競馬・稲村厩舎所属の騎手で、団と木戸の（元）兄弟子にあたる。
5年連続リーディングジョッキーとなるなど輝かしい実績を誇り、ゆくゆくはミカヅキオーを足がかりに中央でのし上がる事も密かに狙っていた。が、駿いわく、その騎乗フォームは芝のスピード競馬では勝てないものであるらしい。
稲村調教師などの前では優等生のような感じだが、その陰では打って変わって新人を手酷くいびる一面があり、周りから二重人格と言われている。
ミカヅキオーの鞍上を懸けた木戸との勝負では、口三味線で木戸に揺さぶりをかけたり、木戸の馬の顔に故意に鞭を打ったりと、普段の尊大な態度の割には姑息なプレーも平気で行い、勝つためには手段を選ばない傾向がある。
なぜか木戸の通算勝利数がGⅠに関する規定（通算30勝以下の騎手はGⅠに騎乗することができない）に該当している事を予め知っていた。
稲村
ホッカイドウ競馬の調教師で、3年前までリーディングのトップに君臨し続けていた。さらに調騎会や全国調教師会の会長を務めていた経歴から、“道営のドン”と呼ばれる。
前年度リーディングは6位と現在も十分な成績を収めているが、定年間近となって貪欲さを失くしたためか、熊三郎が知る頃のギラギラとした雰囲気は失っており、所属厩務員も皆たるんでいて、ミカヅキオーを預けるにおいて駿が求める水準には満たなかった。
とても人情に厚く義理堅い人物で、団の願いであるミカヅキオーの南関東デビューのために惜しみない力添えをした。また、ホッカイドウ競馬にツテがなく引き取り手の無かった木戸を見かねて専属騎手にした経緯もある。
今も昔も団にとっては尊敬、目標とする調教師である。ミカヅキオー編以降長らく登場していなかったが、地方競馬編最終回にスーパーイチマルの札幌2歳ステークスの祝勝会には顔を出している。

### 中央競馬(JRA)
石関 一馬
中央競馬のトップジョッキー。父も天才と言われたジョッキーであり、自身も周囲から天才と評価されている。その実績や騎手としては長身である事など、武豊をモデルとしている節がある。
作中では二階堂のライバルであるエドワードの馬に騎乗する機会が多かったために立場としては敵対関係にあったが、ベンジャミンステークスで中央初挑戦となる木戸に気さくに話しかけるなど、フェアプレー精神を持つ面倒見のよい人物である。そのため、作中ではヨシムネを予後不良に追い込んだ白木の騎乗を激しく咎めるなど、敵役ながらも結果的には駿サイドに利をもたらすような振舞いも目立った。
白木 元（はじめ）
中央競馬の騎手。表情に乏しいことから「サイボーグ」と呼ばれている。
デイリー杯2歳ステークスでヨシムネを予後不良にさせたり、馬群の狭い隙間を割って入ろうとするなどのラフなプレーが多く、騎乗停止の常習犯である。これは数年前のフランス留学で日本流の騎乗スタイルがまるで通用しない事を痛感し、最短距離で馬を走らせる事、そして勝つ事を重要視するヨーロッパ流のスタイルを信条とするようになったことによる。
ストイックにトレーニングをこなして筋力アップしている。このため、馬をまっすぐ走らせること、バテた状態からもうひと踏ん張りさせることにかけては、日本人でもトップクラスの技量を持つ。
また朝日杯FSではヨレてキンタと接触しそうになったブラボーライバルを全身を傾けて強引に進路を修正するなど、アクシデントに即座に対応するセンスも非常に優れている。
父である中の怪我の重さに全く気づかず（本人が元に気づかせないように生活していたのが大きいが）、成績が落ちぶれてなお騎手の職にしがみついていた中を激しく軽蔑し、果ては中に対し面と向かって「早く引退しないのか？」などと悪態をついていた。しかし朝日杯後に実家を訪れた際に初めて中の怪我の重さと現役にこだわっていた理由を祖母から聞いた元は、中の実力に感服すると共に仏前で謝罪した。また、この日から再び実家で暮らし始めた。
若手の頃から騎手業の多忙の合間に北海道の牧場を回り、時に主取りとなった馬などが売れるよう推薦するなど、人知れず業界への貢献をしていた。白木のおかげで主取り馬が売れた牧場主の一人は、白木を「馬を見てわかる騎手」と評していた。
年明けに二階堂ファームを訪れ、朝日杯FSでヨシムネを落馬転倒させた件を駿たちに謝罪した。その際駿は、白木をミカヅキオーの主戦騎手とし片っ端から重賞を勝ってもらう事を償いとして提案し、白木はこれを承諾した。
IIでは小石川厩舎に転厩したキンタの主戦騎手となっている。
単行本16巻で木戸を弟子であると本人も認めている（佐伯も木戸を弟子であると認めている）。
白木 中（あたる）
白木元の父。デビュー年に新人賞を取り、20代の頃まではみるみる勝ち星を量産していた天才騎手だったが、元が生まれた頃の落馬事故によって再起不能と言われるほどの大怪我をした。が、騎手になりたいと言いはじめた元のため、騎乗を身体的負担の少ないソフトなスタイルに変え、それでも避けられない激痛と戦いながら、小石川調教師と母親以外には誰にも怪我を悟らせずに騎手を続けた。
元が騎手になって数年後、引退をかけての大一番として臨もうとした宝塚記念を前に、交通事故により帰らぬ人となった。
植木 修（おさむ）
中央競馬の騎手。小石川（二代目）厩舎所属。先代の小石川政男厩舎時代は白木元の兄弟子だったベテラン。ミカヅキオーの宝塚記念挑戦の時期において駿らを上回る登場機会があり、宝塚記念編の主人公ともいえる立場だった。
石関がスターとなってからもトレセン内ではダントツの評価を得ていた程の実力派だったが、10年前のダービーが原因で深刻なスランプに陥り、以後重賞クラスのお手馬を自ら他の騎手へ回すようになった。これによりたまに騎乗する大きなレースで負け続けては馬主の信頼を失う悪循環が続き、一時期は酒に溺れてしまうまでになっていた。
そのため10年前にピークを過ぎた“早咲きの天才”との評価が世間では定着しており、実際にリーディングも50位以下と、すっかり三流のロートル騎手といった立場に落ち着いていた。だが弟弟子として植木の本当の力を間近で見てきた白木は現在も彼を密かにヒーロー視し続け、復活を願っていた。
久々の再会となった白木と一緒に併せ馬をしていた最中、白木の乗る馬が突然暴れてしまい、白木は落馬、骨折してしまう。白木が自分の怪我を利用して一計を案じたことにより、急遽宝塚記念でミカヅキオーの鞍上に抜擢されることとなった。
40歳にして片腕で懸垂を行える剛腕に加え、宝塚記念では、ラチ沿いすれすれを走らせ続ける技術、落鉄の予兆を感じ取って大惨事を回避する鋭敏な感覚などを見せ、今もなおあらゆる面でトップクラスの実力である事を示してミカヅキオーの初GⅠ制覇に貢献した。
息子の鉄男は小・中と周りに競馬関係者の子供も多い学校に通っていて、植木の成績不振のせいで長い間いじめに遭っていた。が、柔道や勉強で結果を出して自身を権威づけする事で中学3年生時にたった一人でいじめを克服、茨城一の進学校に進学した。その経験から、植木が宝塚記念に出発する直前に交わした会話の中で、植木が精神的に立ち直る決め手となる発言をした。
宝塚記念の表彰式で引退を宣言したが、鉄男、ファンの叱咤によって撤回し、現役続行を表明。以後はかつての植木が戻ったと評判になって騎乗依頼も殺到しているとの事。
IIでは朝日杯フューチュリティステークスでスーパーイチマルに騎乗している。
虎谷 幸一（とらたに こういち）
虎谷翔の父で、東京で土建業『虎谷建設』を営む兼業馬主。態度や行動は常に豪快で、曲がった事を激しく嫌い受けた恩には何としても報いようとする、江戸っ子気質を地で行く人物。
当初は息子の翔に重傷を負わせた駿に激怒し、駿の馬主資格を剥奪しようとさえする強硬姿勢を見せた。しかしその直後、事の発端が翔らの行動でミカヅキオーを骨折させた事にあると知るや、一転して自らも翔を殴りつけたうえ駿に謝罪。最終的には翔が「一人で階段で転んだ」と言い出したのに便乗し、親子で事件をもみ消した。
ミカヅキオーの骨折を大きな借りと考え、ヨシムネの譲渡を持ちかけたり、持ち馬を預けたり、さらには東京から多くの社員を連れて坂路コースの建設に加勢するなど、度々二階堂ファームや駿を助けた。
地元では『土建屋の虎幸』で名が売れているが、本業の評判に反して馬主としての成績は全く振るわず、『500万下の虎幸』と揶揄されてさえいた。馬主を辞めようとしていた折にヨシムネと出会い、紋別畜産から購入して所有する。ヨシムネの活躍で初めてオープン馬のオーナーとなりキンタの共同所有で重賞、GI馬オーナーになった。
ヨシムネを亡くしたショックで馬主を辞める決意を固めたものの、後日、翔の叱咤や駿からキンタの共同所有を持ちかけられてこれを承諾、馬主業を続ける事にした。
初めての重賞の口取りは紋付袴で参加すると決めていて、キンタによってその念願が叶った後も、大レースで競馬場に出向く際はほぼ常に紋付袴を着ている。
駿が中央馬主登録申請をするにあたり二名必要となる現役馬主の推薦人の一人となった。
- 主な所有馬
  - ヨシムネ（父 ブラックマズル）
  - キンタ（二階堂駿と共同所有）

藤原
馬商時代の駿の得意先だった中央の馬主。穏やかな物腰で懐が広い。
駿の中央馬主登録申請にあたり推薦人の一人となった。その際、ミカヅキオーの生産者である山田牧場に駿らを連れ、馬主の責任の重さについて説いた。
日本の馬で国内外のGⅠを勝ちたいという夢を持っている。そのためウイニング・スタッド主催の外国産馬セリへは、開催を知りつつもあえて行かなかった。
- 主な所有馬
  - キタノトケイダイ

熱海
自社ビルを持つ大企業の社長で、兼業馬主。非常に小柄な老人。
団や稲村の頼みや忠告にも耳を貸さずに、自分の一存でロデオを中央に移籍させた件など、最初は人の良さそうな振る舞いをするも、じきに手の平を返したように傲慢な本性を現す。
キンタのラベンダー賞優勝後、5年前に団に殴られた際の診断書をネタに、キンタの函館2歳ステークス出走を取り消すよう団に脅しをかけた。その後団は馬を優先して調教師を辞める決意をしたが、キンタが出走を取り消していない事で再度団に会い脅しをかけた際、一丸がそのやりとりを録音していた事で形勢が一変し、団への脅迫については断念した。
そのかわりに今度は駿へと矛先を向け、2006年セレクトセールのセリでは部下の石井を代理に潤沢な資金を惜しげなくつぎ込んで駿が狙った馬を競り落とし、駿に容赦ない洗礼を浴びせた。
馬に対しても全く愛着を持っている様子はなく、経済動物以上には考えていない事がうかがえる。デイリー杯2歳ステークスではヨシムネを予後不良に追い込み、殺処分直後にもかかわらずただ一人高笑いした。
- 主な所有馬
  - サイバーアタミオー
  - ブラボーライバル

小石川 政男
JRAの調教師。定年のため2006年末をもって引退。某ベテラン俳優に風貌が似ている。
引退記念パーティーにはかつての所属騎手だった白木元も呼んでおり、そこでも公然と父親の中を見下す発言をする白木に怒って殴り、白木の中に対する誤解を解くきっかけを作った。
小石川
小石川政男の息子で、現役のJRA調教師。父親と似た風貌をしている。IIでは二階堂ファームの中央での主戦厩舎である。
大柄
10年前の皐月賞馬マッカートニーのオーナーで、その当時JRAに100頭以上の馬を所有していた大馬主だった。白木によって10年前の植木との一件に関して語られたが本編に直接登場した事はなく、現在はどうなっているか不明。
良くも悪くもダービーを特別視していて、マッカートニーの臆病でパニックを起こしやすい気性に不安をおぼえた植木がダービーでの作戦変更を哀願しても、それに全く耳を貸さなかったばかりか、逆に脅迫めいた言い方で植木に逃げる作戦を強要した。
ダービー後に入院中の植木の見舞いには訪れたが、そこで植木に辛辣な言葉の数々を浴びせた。そののちに植木が所属する小石川厩舎の所有馬を全て転厩させ、さらに植木を非難するあらぬ噂を他の馬主達に吹聴して回った。

### その他
東（ひがし） 夏樹
『夕刊スポーツ』の競馬記者で、初登場の時点で駿とは10年来の仲。
少なくとも10年以上のキャリアを持ちながら、馬を見る目はそれほど優れておらず、自らの予想で買う馬券はまるで的中しない。さらに馬産の分野に関しても素人同然と言って良いほど知識がないため、事実上、駿から競馬業界の基礎について教わる、いわば一般的な読者の目線に相当する役どころを担った。
物語初期はエドワード陣営の動きを調べる事において活躍し、駿とのコンビで行動することが多かったが、駿が北海道に牧場を設立してからは（駿達が中央競馬の大レースに出向いたときでさえ）全く登場しなくなった。
榎並 浩太郎
川崎競馬場所属の騎手で、団と騎手学校の同期だった。
ミカヅキオーの川崎での2戦で鞍上を務めいずれも優勝へと導いたが、所属が異なる関係でそれ以後はミカヅキオーや駿たちとの関わりはない。
二階堂 勉
旧二階堂ファームの三代目で、駿の父。
祖父が設立した牧場の多額の借金を自分の代で完済し、他人に迷惑をかけるのを嫌い借金も絶対にしなかったなど、堅実な牧場経営をしてきた。
しかし17年前、ジョンの陰謀によって鈴木の借金を肩代わりさせられて牧場を失い、その後のジョンとの後先勝負にも敗れた勉は、熊三郎に「家族に合わせる顔がない」と言い残し、その翌日に牧場内の馬房で首を吊った。
駿の姉
名前は不明。これまで駿の回想に出てきたのみで、本編に直接登場したことはない。
勉の死後、駿と祖母とで帯広のおじの家で世話になり、中学卒業後すぐに札幌の工場で住み込みの仕事に就いた。
勉の自殺を機に競馬嫌いになったこと、そして現在は公務員の男性と結婚して浅山姓となり、ひかるを出産していることが明らかになっている。
浅山ひかる
駿の実姉の一人娘で、駿の姪にあたる少女。心臓に病気を患い、札幌市内の病院で長らく入院生活を送っている。
長い入院のせいでふさぎ込みがちだったらしく、駿や看護師によれば、駿が団を連れて見舞いに訪れた時の喜びようは久々に見せたものだった様子。
馬が好きで、ミカヅキオーのデビュー戦のビデオを見たのをきっかけにミカヅキオーと団のファンになった。
山田 悟郎
様似にある山田牧場の経営者で、ミカヅキオーの生産者。
3年前、馬商だった駿が気まぐれに立ち寄ったところで当時1歳のミカヅキオーを見せ、300万円で売った。
3年前の当時は今にも潰れそうなボロボロの外観をした零細牧場だったが、その後のミカヅキオーの活躍によってその弟妹が一気に売れた事などで経営状態が良化し、牧場の施設はもとより本人の風貌までもが見違えるほど立派になっていた。
馬産だけでは食べていけなかったためにやっていたメロン栽培の副業を現在も続けており、奇しくも藤原が駿の中央馬主申請の推薦人として書類に判を押すため北海道へ出向いたのと同じ日に、二階堂ファーム宛に沢山のメロンが届いた。
桂田
日高の牧場経営者。かつて生産馬を熱海に1,500万円で買われたものの、後に脅迫同然のやり方で300万円返金させられた事があった。2006年のセレクトセールでもヨウヘイダンスの2005を熱海サイドに買われ、セリの後、駿たちに前述の熱海とのいざこざについて話すとともに、切迫した胸中を打ち明けた。
水野
日高の牧場経営者。得意先だった馬主の太田が馬をやめると言い出したことで経営の危機に陥り、二階堂ファームに馬の購入を持ちかけてきた。
ウイニング・スタッド主催のセールでは、エドワードが言い放った、正論ではあるものの冷酷な言葉に対し、涙を浮かべつつ反論した。
スーパーイチマルの札幌2歳S祝勝会では、駿がJRAの馬主となる事を自分たち地方競馬の住人を見捨てたように捉えたために快く思わず、泥酔しながら駿に対し文句を浴びせた。
権藤
馬商時代の駿の商売仲間であり、団厩舎の厩務員の権藤とは別人。髪はきつい巻き毛で、髭が濃い。
ミカヅキオーが骨折したすぐ後、ミカヅキオーを種牡馬として購入する目的で二階堂ファームに現れた。
張 謙明（チャン クァイミン）
2007年のセレクトセールに参加していた中国人の男性実業家。それまでの最高価格に一気に5,000万円上乗せした1億5,000万円をコールする圧巻のセリでミカヅキオーの全弟を落札した。
このことに関連して、エドワードはセリの後すぐに駿に対し、欧米だけではなく中国やロシア、韓国などの、これから競馬が発展していくであろう国にもお互いに気をつけなければならないだろうと忠告した。
競馬を徹底してビジネスとして捉えており、一頭一頭の馬に強い思い入れを持つ、駿のようなホースマンを理解しがたい人種と見ている。
クロード・アンリ
世界ナンバーワンとの呼び声も高いフランス人ジョッキー。元モデルの妻がいる。
白木がフランスへ留学した際に互いに知り合い、白木にヨーロッパ競馬について教えた。
普段は人当たりの良い友好的な人物だが、レースのこととなれば、白木に対して執拗に精神的揺さぶりをかけるなど、勝負の鬼と化す。ただし勝つことに執着するだけではなく、ジャパンカップ編での審議における証言のように、嘘で1着になる事を恥とするプライドの高さを併せ持っている。
白木はフランスでの留学中に全く歯が立たなかったアンリを恐れていたが、駿はアンリの方もまた白木に唯一敗れた条件戦を意識して白木を恐れていると分析した。
ルネ
白木がフランス留学した際に乗り鞍を提供した馬主。
持ち馬に白木を乗せたムーラン・ド・ロンシャン賞では、1着の可能性を捨てた騎乗をしたうえ2着という結果に満足気だった白木に対し、失望を露にした。しかし契約の最後のレースとなる条件戦で白木が見せた騎乗で評価を改め、レース後には興奮しながら白木の勝利を称えたうえ「これからはフランスに来る時は私の馬に乗れ」と言うまでに信頼を寄せるようになった。
白木も最後の条件戦をきっかけに変わったとして、恩を感じている。

## 登場する馬
馬齢および戦績については発行最新巻現在のもので記すこととする。

### 二階堂駿所有の現役競走馬
ミカヅキオー
生産者：山田牧場
主な勝ち鞍：宝塚記念、青葉賞、阪神大賞典
牡4歳・青鹿毛。額に完全な三日月形をした流星を持つ。
馬商時代の駿が山田牧場から買い、藤原に紹介して売った馬。競走馬としては致命的に脚が弱く、二階堂ファームに預けられた時点で当時の調教師やオーナーの藤原も匙を投げている有様だった。やむなく藤原が駿に殺処分を頼んだところ、その抜群の才能を見込んでいた駿がそれならばと引き取り、そのまま二階堂ファームで育てられることとなった。
脚の弱さに加え、食の細さやゼラチンアレルギー、輸送のストレスに滅法弱くすぐに体調を崩す精神的な脆さ、左回りのコースでは最内しか走れない悪癖など、数々の不安要素が発覚しては陣営一同を悩ませた。それでも彼らの懸命な対策でことごとく問題を解決し、大目標の日本ダービー制覇に向けて快進撃を続ける。
南関東デビューから破竹の4連勝、左回りの弱点も克服し、まさに万全の状態でダービーに臨めるはずだった折に、翔ら観光客集団の身勝手な行動により右前脚を骨折してしまう。すぐさま緊急手術を受けたが、怪我の度合いは駿が生存を諦める程に深かった。なんとか一命を取りとめたのち、以前治癒力の強化に努めた事が幸いしたか、診断と手術を担当した獣医も脱帽する回復力によってみるみる快方に向かい、キンタが函館2歳ステークスを優勝した数日後に完治した。骨折からおよそ半年後の11月下旬、ジャパンカップと同日に京都競馬場で行われたオープン・アンドロメダステークスでレース復帰を果たした。
当初はひどく臆病なところも重大な欠点として扱われていたが、レース中においては、デビュー戦でのスタート失敗と道中で折り合いを欠いていたのを除くと、臆病さが原因となる不利は特に起こらなかった。後に翔と共に過ごす日々や4歳の春先から始めた昼夜放牧を経てこの点も完全に克服し、一転してサラブレッドの常識を超える程の精神力と落ち着きを身につけた。
4歳を迎えてすぐ、主戦騎手が白木に替わる。緒戦の阪神大賞典を勝って天皇賞（春）に挑んだが、伏兵馬ワタシノファルケの乾坤一擲の逃げがはまり、白木共々必死に追い上げるも僅かに届かず2着に敗れた。
宝塚記念はディーバックが出走回避して実力的には格下ばかりのメンバーとなり、駿も佐伯も笑みをこぼす楽勝ムードであった。が、前週の調教中に白木が落馬し骨折したため、急遽植木が鞍上を務めた。しかし植木が度々驚いた精神力を武器に、乗り替わりやレース中の不利をはねのけて悲願のGⅠ制覇を果たした。
昼夜放牧中にキンタと自発的に競争するようになったのが裏目となり、目標としていた天皇賞（秋）を回避する羽目になり、有馬記念に向かう。
GＩ勝利数、獲得賞金額ともキンタが上であるが、登場当初から二階堂ファームの看板馬である。二階堂ファームのブルゾンのデザインもミカヅキオーの額の三日月をモチーフとしている。
通り名は宝塚記念編まで「無冠の帝王」
キンタ
生産者：前原田牧場（現・二階堂ファーム第二牧場）
主な勝ち鞍：ジャパンカップ、皐月賞、朝日杯FS、スプリングステークス、函館2歳S
牡3歳・尾花栗毛。黒目が小さく、かまぼこのような形のつり目をしている。母の父サッカーボーイから受け継いだ金色の鬣（たてがみ）をしていることから誠二が「キンタ」の愛称で呼んでいた事に由来し、そのまま競走馬名に採用された。生後間もなく母親を亡くしていて、同じ境遇である誠二は特別な思い入れを抱いていた。
2歳6月の時点で体重が390kg前後とかなり小柄で、その影響で前原田牧場の得意先であった地方馬主たちからは敬遠され、売れ残っていた。だが前原田牧場ごとキンタを引き継いだ駿はこの馬の芝レースへの適性を見抜き、ミカヅキオーに匹敵するクラシック級の逸材として自ら所有を決めた。
精神面においては、ミカヅキオーとは対照的に登場初期から抜群の図太さと気の強さを備えていた。また、馬房裏手で倒れた誠二を見つけると、馬房を正面から自力で抜け出して駆けつけるなど、頭も良い。ただ皐月賞ではその強気と賢さが裏目に出てしまい、10万人規模の大観衆に過剰反応して入れ込んでしまうなど、未熟な部分も無い訳ではなかった。ミカヅキオーと同じく昼夜放牧を体験し、精神的なタフさにさらに磨きがかかった。
競走能力についても駿や団が太鼓判を押す程に優れるが、極端な芝コース向きの馬であり、ダートレースでの強さは並以下である。にもかかわらず地方の団厩舎に所属したため、ダートコースでの能検および中央で走れるようになるまでの地方レースでは苦戦を強いられた。
柔らかい体を活かした上下動のない効率的なフォームで走れ、重賞でも他馬とは段違いのスピードを誇る。出遅れ癖のために最後の直線で追い込む後方からの競馬が多いが、本来は父親のスターオブコジーンと同じく、末脚のキレ（最高速）よりもスパートの持続力を売りとするタイプである。ダービーではこの特徴を活かした作戦がはまったこともあり、本来は常識外れの残り750m付近からスパートをかけながらも最後までニュートンジョンを追い上げ続け、駿の想像をも超える走りを見せた。
昼夜放牧中にミカヅキオーと自発的に競争するようになったのが裏目となり、目標の菊花賞を回避する羽目になった。
ジャパンカップではダービーよりさらに早い残り800mからのスパートを敢行し、宿敵ニュートンジョンを破った。
430kgの小さい馬体、売れ残りだった過去からファン人気は非常に高く、ダービーでは本馬場入場時、ジャパンカップでは確定後にキンタコールが起こった。また有馬記念ファン投票でも1位に輝いている。
通り名は「北海道のアイドル」
チビザグレイト
主な勝ち鞍:北海道2歳優駿
生産者：花沢牧場
牝2歳・芦毛（ただし当初は黒鹿毛だと思われていた）。
作中で最初に登場した馬で、夜逃げした後の花沢牧場に取り残されていたところを駿に見つかり、引き取られた。二階堂ファーム設立の頃にはチビの愛称で呼ばれており、駿に将来を期待されながら順調に育っていった。
2歳7月で体重470kgにまで成長し、古馬・牡馬顔負けのパワーを身につけた。能検や旭川でのデビュー2戦を楽々とクリアしてポテンシャルの高さを見せ、翌年のダービーあるいはオークスこそはと期待されていた。が、中央初挑戦のコスモス賞でまさかのシンガリ負けを喫し、芝レースのスピードにはついていけないタイプだと判明した。これを受けて目標を地方のダートGⅠ路線に切り替え、引き続き団厩舎に預けられる事となった。
スーパーイチマル
主な勝ち鞍：札幌2歳ステークス、コスモス賞
牡2歳。
父 ステイゴールド
目が一丸に似ている。体型は胴長で腿の筋肉も薄く、駿によれば「どう見ても中長距離馬」のステイヤータイプ。
それでもデビュー戦では木戸の力も手伝ってダート1000mのスプリントレースを勝利し、続くダート1600mのターフチャレンジ競走でもチビザグレイトに続く2着、そして芝1800mの中央オープン・コスモス賞ではチビザグレイトの失速を尻目に快勝を収めた。
重賞初挑戦の札幌2歳ステークスでは、序盤に他馬と接触してかかり、さらに直線でも手前を変えないまま走り続けたが、その大きなロスを豊富なスタミナでカバーし、クビ差で優勝した。
スーパーショウ
2歳。のんびり屋でスタートが悪く、デビュー2戦は2着続きで勝ちきれなかった。
3戦目ではスタートから積極的に前を狙った戦法をとって逃げ切り、勝ち上がりを果たした。
スーパーワタナベ
2歳。レースシーンは描かれていないが、少なくともスーパーショウより早く初勝利を挙げた。
スーパーセイジ
2歳。スーパーワタナベと同じく二階堂ファーム2歳世代の一頭で、すでに初勝利を挙げている。

### エドワード・マクラーレン所有の現役競走馬
ディーバック
主な勝ち鞍：皐月賞、日本ダービー
牡4歳。黒目がないつり上がった目をしていて、レースでは青色のメンコを着けるのが特徴。
当初はホッカイドウ競馬の所属であり、駿とエドワードの後先勝負が行われた日の第4レースに出走していた。結果は2着だったが、芝での将来性を見込んだエドワードに買われて川崎競馬に移籍、中央のクラシック戦線を目指す事となる。
地方時代は追い込みタイプだったが、弥生賞では逃げて従来のレコードを更新するタイムで2着に粘るなど、脚質を問わず力を出せる。
右前脚がわずかに外向しているため、左回りではスピードの出る第4コーナーで遠心力に負けて外側に膨らむ癖がある。青葉賞ではそれによってできた隙を木戸に突かれてミカヅキオーにインから並ばれ、直線での長い叩き合いの末僅差で敗れた。
青葉賞での激戦が響き、ダービーでは大きく体重を落としたうえ調子も最悪に近い状態でのレースを強いられた。鞍上の石関も一旦諦めかける程に動きに精彩を欠いていたが、青葉賞でミカヅキオーらが見せた執念に触発された石関の入魂の騎乗によって馬場状態の悪い最内から追い上げて優勝、二冠を達成した。
後肢も微妙に曲飛しており、長距離の適性に関してはミカヅキオーに及ばない。白木がディーバックの事を最強のマイラーと言った事もある。
馬名は作者の小松が自身のブログ内で募集し、送られてきた中から採用されたもの。由来はアメリカ海軍の第102戦闘攻撃飛行隊（ダイアモンドバックス）のコールサイン『D-back』から。
ニュートンジョン
主な勝ち鞍：日本ダービー、菊花賞、青葉賞、京浜盃
牝3歳・栗毛。エドワードが駿に勝ちたい一心でオーストラリアから見出して日本に連れて来た馬。左胸にオーストラリア生まれである事を示す焼印がある。
南半球生まれの日本馬と比べて生まれが半年遅いというハンデに加え、足運びもダートには全く向かないタイプにもかかわらず、大井競馬の重賞・京浜盃を優勝した。傍目には辛くも勝ったかのようなレースながら、その圧倒的な能力を目の当たりにした駿は恐怖を覚え、「JRAの芝レースを走るとすれば、おそらく日本中探してもあの馬に勝てる馬はいない」と、ほとんど戦意を失うまでに打ちひしがれた。
初の芝レースとなる青葉賞でも、2着との差は僅かながら、終始意図的に全力を出さないよう走った上で優勝した。
ダービー直前にコズミを発症して出走が危ぶまれたが、ギルバートの曳き運動が功を奏して回復し、問題なく出走した。本番ではスピード能力の違いから先頭に立って逃げる展開となり、キンタの猛追を半馬身差で凌いで逃げ切った。
他を圧倒するスピードと瞬発力の持ち主だが精神的には未熟なところがあり、闘争心が余ってかかりやすい一面がある。IIのジャパンカップ編ではその点を利用した二階堂の作戦によりスタミナをロスし、キンタに敗れた。
キンタを宿命のライバルと見なしており、パドック、ゲート入りの際にはキンタとにらみ合うのがお約束となっている。
通り名は「川崎の英雄」

### その他の現役競走馬
ブラボーライバル
オーナー：熱海
主な勝ち鞍：新潟2歳ステークス
牡3歳。熱海が朝日杯FSやクラシックに向けて他の馬主から購入した馬。トランプのダイヤに近い菱形の流星を持つ。
駿が朝日杯はキンタ、ヨシムネとの3強になるとも言った素質馬。しかし白木は朝日杯後、キンタとは格が違うという旨の発言をした。
朝日杯2着の実績を持ちながら、3歳のクラシック戦線では登場はおろか名前すら出てこないまでに目立たなくなった。
ワタシノファルケ
性別、馬齢は不明。
ミカヅキオーが出走した天皇賞（春）で、最低人気（18番人気）での逃げ切り優勝を収めた。続く宝塚記念では鞍上を石関に変えて2番人気に支持され、（ミカヅキオーに不利な事が起こったとはいえ）ここでもあわや逃げ切りかという好走をした。
タイガーブラック
3歳。ホッカイドウ競馬に所属。キンタと同じ日の能検で一番時計を叩き出し、ホッカイドウ競馬の同世代の中でも評判を集めていた。キンタのデビュー戦で対戦して前評判通りの走りはしたが、雨で締まり芝に近い状態となった馬場のためにキンタの末脚が冴え、僅差で敗れた。その後は登場していない。

### 現役競走馬でない馬
ヨシムネ
オーナー：虎谷幸一
生産者：土屋畜産
主な勝ち鞍：クローバー賞
牡・2004年生まれ。二階堂ファーム設立初期、セリで売れ残って主取りとなったところを駿がピンフックのために購入してきた馬。
馬の扱いが良くないとの噂がある土屋畜産で育った。そのためやってきた当初はとても気性が荒く、ハミを取り付けられる事すら極端に嫌がって抵抗する暴れ馬だったが、まだ経験がゼロに近い一丸と渡辺が彼らなりの工夫で信頼を築いたことで、5日で鞍の取り付けに成功した。以後は気性がとても良くなったが、一丸はこの馬がかつて暴れん坊だった事にちなんでヨシムネの愛称をつけた。
5月のトレーニングセールでは100頭以上の中での一番時計をマークし、セリでも3,000万円の最高値で紋別畜産に落札された。その後虎谷幸一に買われ、競走馬名もそのままでデビューした。
虎谷にとって初のオープン制覇となったクローバー賞の口取り直後、熱海が1億円で購入を申し出たが、虎谷がこれを拒否したためオーナーはそのまま。しかし続くデイリー杯2歳ステークスで、白木の乗るブラボーライバルに激突されて落馬転倒。これで左後脚の飛節部分を粉砕骨折してしまい、程なく安楽死の処置がとられた。
ミスジェラルディン
昭和59年の桜花賞馬で、旧二階堂ファームから出た唯一のGⅠ馬。
繁殖入りした時、岩坂に見にくるようわざわざ電話するほど勉に今後を期待されていた。
鈴木に負わされた借金のカタの一部になるところを、勉がこの馬だけはとジョンに頼み込んだ事から、ミスジェラルディンを懸けた後先の勝負となった。結局勝負はジョンの勝ちとなったが、ミスジェラルディンがその後どうなったかについては触れられていない。
ロデオ
オーナー：熱海（のちに売却）
主な勝ち鞍：コスモス賞
団が騎手だった2001年に稲村厩舎に入厩してきた。当初は競走馬としての訓練どころかまともに馴致も行えないほど凶暴な気性で、稲村も諦めて熱海に引き取るよう頼んだが、団の熱心な馴致が実を結び、気性が大幅に改善した。
団を鞍上に素質を発揮し、デビューからの3連勝を達成。しかし札幌2歳Sを目前に控えた時期にオーナーの熱海が半ば強引に中央へ移籍させた。乗り替わった札幌2歳Sでは、騎手との折り合いがつかずに惨敗した。
その数年後、気性が荒いという理由で地方の馬主に売られ、団厩舎に入厩して団と再会した。が、重賞の道営記念への挑戦を控えた矢先、暴れて牧柵に激突し死亡した。
ヒダカノホマレ
雪子が岩坂牧場に嫁いで初めて世話を担当した馬で、雪子からモモの愛称をつけて可愛がられた。のちに岩坂牧場の生産馬の中で唯一ダービーに出走した。
雪子はこの経験から、たとえ所有できずとも生産者として十分に幸せが得られることをモモから教わったと一丸らに話し、愛着が余ってヨシムネを売る事に断固として反対する一丸を説得した。
ジョディザスター
牝・1994年生まれ。アイルランドのマクラーレン牧場で生産された。幼名はジョディ。
母親のキャサリン譲りの荒い気性ながら、エドワードにだけは懐いていた。生後間もないうちに母親を事故で亡くし、母親の面影もなくある意味似た境遇となったエドワードからはそれまで以上に特別な思いで育てられるが、2歳の夏に血吸いバエが原因でパニックを起こし、エドワードの指を噛みちぎった。
その後ギルバートの調教で才能を開花させ、イギリスオークスとブリーダーズカップターフを優勝した。
マッカートニー
10年前の皐月賞馬。主戦騎手は植木だった。
皐月賞では結果的には大差で逃げ切る圧勝をしたが、それは臆病な気性のためにパニックとなり半ば暴走していたのを能力と植木の騎乗でカバーして勝った、非常に危うい走りだった。
ダービーでまた逃げをうって暴走寸前の状態で道中を走り続けたものの、その無理がたたり、直線に入ってすぐに骨折してしまう。落馬した植木が意識を取り戻して起き上がった時には既にその傍らで安楽死処分となっていた。
競走能力に限れば確実にミカヅキオーより上であると、駿と植木で一致する評価が与えられた程の力があった。

## 単行本

### 第一部
- 第01巻 2006年12月6日 ISBN 978-4-06-361509-8
- 第02巻 2007年03月6日 ISBN 978-4-06-361538-8
- 第03巻 2007年07月6日 ISBN 978-4-06-361571-5
- 第04巻 2007年10月5日 ISBN 978-4-06-361608-8
- 第05巻 2008年01月4日 ISBN 978-4-06-361638-5
- 第06巻 2008年04月4日 ISBN 978-4-06-361660-6
- 第07巻 2008年07月4日 ISBN 978-4-06-361691-0
- 第08巻 2008年09月5日 ISBN 978-4-06-361713-9
- 第09巻 2008年12月5日 ISBN 978-4-06-361740-5
- 第10巻 2009年03月6日 ISBN 978-4-06-361764-1
- 第11巻 2009年06月5日 ISBN 978-4-06-361789-4
- 第12巻 2009年10月6日 ISBN 978-4-06-361824-2
- 第13巻 2010年02月5日 ISBN 978-4-06-361865-5
- 第14巻 2010年05月6日 ISBN 978-4-06-361888-4
- 第15巻 2010年08月6日 ISBN 978-4-06-361921-8
- 第16巻 2010年10月6日 ISBN 978-4-06-361943-0
- 第17巻 2011年01月6日 ISBN 978-4-06-361982-9
- 第18巻 2011年04月6日 ISBN 978-4-06-382025-6
- 第19巻 2011年04月6日 ISBN 978-4-06-382026-3
- 第20巻 2011年09月6日 ISBN 978-4-06-382059-1
- 第21巻 2011年09月6日 ISBN 978-4-06-382083-6

※18・19巻、20・21巻は同時発売。

### ウイニング・チケットII
- 第1巻 2011年12月6日 ISBN 978-4-06-382117-8
- 第2巻 2011年12月6日 ISBN 978-4-06-382118-5
- 第3巻 2012年03月6日 ISBN 978-4-06-382150-5
- 第4巻 2012年05月7日 ISBN 978-4-06-382174-1

※1・2巻は同時発売。